# Sōsaku Suzuki
Sōsaku Suzuki (jap. 鈴木 宗作 Suzuki Sōsaku; ur. 27 września 1891 w prefektura Aichi, zm. 19 kwietnia 1945 na wodach Morza Bohol) – generał Cesarskiej Armii Japońskiej podczas II wojny światowej.

## Życiorys
Pochodził z prefektury Aichi. W 1912 ukończył Akademię Armii Cesarskiej (24. rocznik) w Tokio, a następnie – w 1921 – Wyższą Szkołę Wojenną. W latach 1922–1925 był oficerem-rezydentem poselstwa japońskiego w Niemczech. Po otrzymaniu w 1927 awansu na kapitana, dostał przydział do sekcji spraw wojskowych Ministerstwa Armii.
Przeniesiony w 1933 w randze majora do Armii Kwantuńskiej, służył przez trzy lata w Mandżurii jako szef Kempeitai. W 1935, wkrótce po awansie na pułkownika, został dowódcą 4. Pułku Piechoty i był nim do 1937.
Awansowany w następnym roku na stopień generała majora, został mianowany zastępcą szefa sztabu Armii Ekspedycyjnej w Chinach Środkowych, gdzie służył do 1939.
W marcu 1941, po zakończeniu służby na różnych stanowiskach w sztabie generalnym Armii Cesarskiej, otrzymał awans do rangi generała porucznika, a w listopadzie został skierowany do 25. Armii, którą dowodził generał Tomoyuki Yamashita.
Od 8 grudnia 1941 do 5 lutego 1942, a więc w początkowej fazie wojny na Pacyfiku, 25. Armia uczestniczyła w kampanii malajsko-singapurskiej.
Po powrocie do Japonii, pracował jakiś czas w administracji wojskowej, zajmując się głównie sprawami transportu. W 1944 został mianowany dowódcą nowo tworzonej 35. Armii, której zadaniem – wobec zagrożenia Filipin spodziewaną inwazją wojsk amerykańskich – miała być obrona południowej i środkowej części archipelagu. Kwatera główna 35. Armii, której podlegały 16., 102., 30. i 100. Dywizje Piechoty znajdowała się w mieście Cebu City, na wyspie o tej samej nazwie.
Gdy 20 października amerykańska 6. Armia wysadziła desant na Leyte, Suzuki zaczął wysyłać tam siły mające wzmocnić słaby miejscowy garnizon i w rezultacie zgromadził na tej wyspie ok. 45 000 ludzi. Amerykanie jednak, dysponując ogromną przewagą tak na lądzie, jak na morzu i w powietrzu (zwłaszcza po zwycięstwie w bitwie w zatoce Leyte), do końca grudnia zadali klęskę siłom japońskim. Zaniepokojony rozwojem sytuacji gen. Yamashita, 25 grudnia nakazał Suzukiemu ewakuować resztki oddziałów, by „zatrzymać na południu archipelagu Filipin tyle amerykańskich dywizji, ile się tylko da”. Jednakże taka operacja nie mogła zostać przeprowadzona ze względu na to, że Amerykanie wcześniej opanowali wszystkie większe porty Leyte i zdecydowanie panowali na morzu. W rezultacie 24 marca 1945 Suzuki wraz z tysiącem żołnierzy zdołał się ewakuować na Cebu, gdzie podjął działania w celu przygotowania obrony. Kiedy jednak i tam dwa dni później wylądowały siły amerykańsko-filipińskie, wycofał się w góry, po czym – dowiedziawszy się 8 kwietnia, że Cebu zostało wzięte – przekazał dowodzenie gen. Takeo Manjōmemu i próbował przeprawić się na Mindanao, ale i tam były już oddziały alianckie. Szukając drogi ucieczki, przemieszczał się z wyspy na wyspę, aż w końcu – 19 kwietnia – jego łódź została zaatakowana przez samoloty w pobliżu wyspy Negros i zatopiona, a on sam zginął.
14 czerwca 1945 został pośmiertnie awansowany do stopnia generała.